# Ceracis californicus
Ceracis californicus es una especie de coleóptero de la familia Ciidae.

## Distribución geográfica
Habita en México y Estados Unidos.